# Monts Kendeng
Pour les articles homonymes, voir Kendeng.
Les monts Kendeng, en indonésien Pegunungan Kendeng, sont une chaîne de montagnes calcaire située dans la partie nord de l'île de Java en Indonésie, qui s'étend à cheval sur les provinces de Java central et Java oriental. La chaîne de montagnes est séparée en deux parties parallèles d'ouest en est, une au nord et une au sud.
Dans les années 2000, le cimentier Semen Gresik cherche à y implanter une usine. La lutte des paysans de la région a attiré l'attention des ONG internationales,.

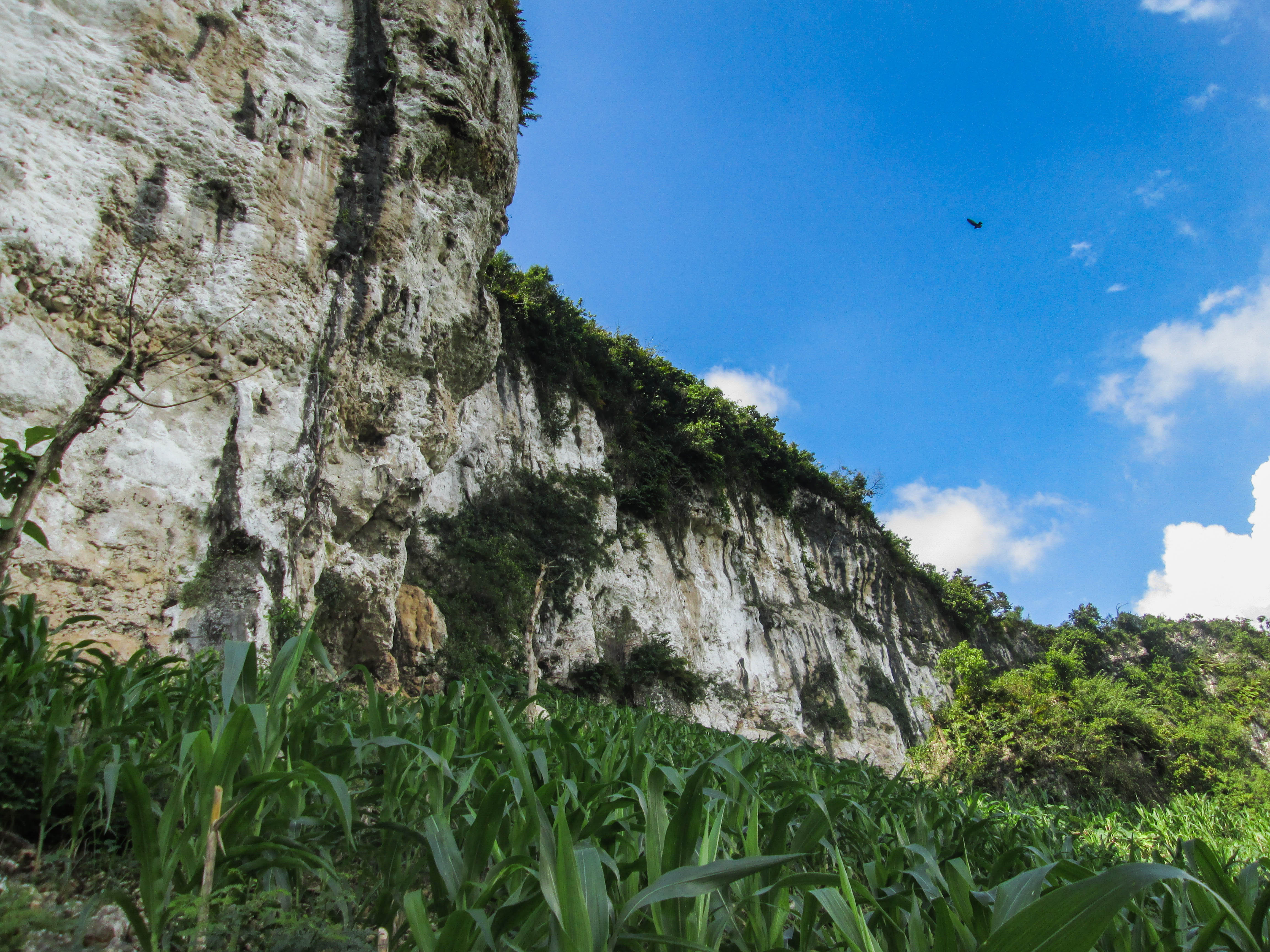
Vue d'une paroi calcaire dans les monts Kendeng.